# Pleurotus citrinopileatus
Pleurotus citrinopileatus vulgarmente conhecido como cogumelo-ostra-dourado ou pleuroto dourado, por apresentar píleo de coloração amarela brilhante, é um cogumelo da família Pleurotaceae. Cresce até uma altura de 2 a 5 cm, convexo a plano na maturidade, frequentemente depressivo no centro. Estipe de cor branca, curta cilindrácea. Espécie comestível, cultivada para consumo e originária da China e sul do Japão.